# Ela Longespée (Adlige, † 1298)
Ela Longespée (verheiratet als Ela de Beaumont, Countess of Warwick und als Ela Basset) († 9. Februar 1298) war eine englische Adlige.
Ela Longespée war eine jüngere Tochter von William Longespée, 3. Earl of Salisbury und dessen Frau Ela of Salisbury. Ihr Vater starb 1226. In erster Ehe heiratete sie Thomas de Beaumont, 6. Earl of Warwick. Ihr Mann starb 1242, die Ehe war kinderlos geblieben. Margaret de Beaumont, eine Schwester ihres Mannes, wurde seine Erbin, doch das Erbe war durch das Wittum, das Ela lebenslang zustand, erheblich geschmälert. In zweiter Ehe heiratete Ela 1254 oder 1255 den Baron Philip Basset. Basset diente von 1261 bis 1263 als  Justiciar von König Heinrich III. Er starb 1271, auch diese Ehe war kinderlos geblieben. Ela überlebte auch ihren zweiten Ehemann um viele Jahre.